# Lista de conflitos envolvendo a Angola
Esta é uma lista de guerras envolvendo Angola.

## Lista
| Conflito                                       | Combatente 1 | Combatente 2 | Resultado |
| ---------------------------------------------- | --- | --- | --- |
| Guerra de Independência de Angola (1961–1974)  | Frente Nacional de Libertação de Angola (FNLA) Movimento Popular de Libertação de Angola(MPLA) União Nacional para a Independência Total de Angola (UNITA) Frente para a Libertação do Enclave de Cabinda (FLEC) | Portugal · África do Sul | Vitória Política - Acordo de Alvor, independência Angolana em 1975 início da Guerra Civil Angolana. |
| Guerra Civil Angolana (1975–2002)              | Movimento Popular de Libertação de Angola(MPLA) · SWAPO · MK · Cuba · Alemanha Oriental · União Soviética · EO · Tanzânia · Mozambique · Portugal · Vietnã · Suécia                                              | UNITA · Frente Nacional de Libertação de Angola (FNLA) · Frente para a Libertação do Enclave de Cabinda (FLEC) · África do Sul · Estados Unidos · China | Vitória - Retirada de várias forças estrangeiras em Angola. - UNITA e FNLA desarmado. |
| Conflito de Cabinda (1975–)                    | Angola · Cuba | Frente Nacional de Libertação de Angola (FNLA) Frente para a Libertação do Enclave de Cabinda (FLEC)                                                    | Continua - Devolução da FLEC renovada em Agosto de 2006 |
| Primeira Guerra do Congo (1996–1997)           | AFDL Uganda Ruanda Burundi Angola | Zaire · ALiR · UNITA | Vitória - Derrubada de Mobutu Sese Seko. - Zaire foi reorganizado no República Democrática do Congo. - Laurent-Désiré Kabila tornou-se Presidente da República Democrática do Congo. |
| Guerra Civil na República do Congo (1997–1999) | PCT (FDU) Milícia Cobra Hutus ruandeses Angola Chade | UPADS MCDDI Milicias Ninja, Cocoye, Nsiloulou y Mamba                                                                                                   | Vitória - Retorno ao poder de Denis Sassou Nguesso. |
| Segunda Guerra do Congo (1998–2003)            | República Democrática do Congo, Namíbia, Zimbabwe, Angola, Chade, Mai-Mai, Forças alinhadas com os Hútus | Uganda, Ruanda, Burundi Forças alinhadas com os Tútsis UNITA                                                                                            | Vitória - Criação de um unificado, parte-multi governamental. - Acordo de paz com combatentes internos; Retirada Ruandana em Congo em troca do compromisso de desarmamento das milícias Hútus. - Depoimento do MONUC. - Continuação do Conflito de Ituri até 2007. - Início do Conflito de Kivu. |